# Kölner Steuerrechtsschule
Die Kölner Schule des Steuerrechts oder Kölner Steuerrechtsschule bezeichnet eine Richtung in der Steuerrechtswissenschaft, die von Klaus Tipke als Direktor des Instituts für Steuerrecht an der Universität zu Köln begründet wurde und sich für eine folgerichtige Ausgestaltung der Besteuerung auf der Grundlage verfassungsrechtlicher Rechtsprinzipien einsetzt. Eine Ausrichtung an fiskalischen Bedürfnissen wird abgelehnt.
Grundlegendes Werk der Kölner Schule ist die Steuerrechtsordnung.  Tipke rückt darin das Thema Steuergerechtigkeit und Steuerrechtfertigung in den Mittelpunkt seiner Überlegungen und entwickelt eine der Steuerethik verpflichtete Steuerlehre.
Das kroatische Steuerrecht basiert auf einem Entwurf der Kölner Schule. Es gilt als „einfaches Steuerrecht“ mit wenigen Ausnahmen und niedrigen Steuersätzen. Die Kölner Schule hat gleichfalls großen Einfluss auf die Steuerrechtswissenschaft an der Universiteit van Tilburg genommen.

## Bekannte Vertreter
Erste Generation
- Klaus Tipke

Zweite Generation
- Joachim Lang
- Harald Schaumburg
- Jürgen Pelka
- Franz Salditt

Dritte Generation
- Roman Seer
- Johanna Hey
- Joachim Englisch
- Reinhold Beiser
- Pedro Manuel Herrera Molina